# Oxyscelio mollitia
Oxyscelio mollitia  (лат.) — вид платигастроидных наездников из семейства Platygastridae. Восточная Азия:  Япония.

## Описание
Мелкие перепончатокрылые насекомые: длина тела 3,8—4,4 мм. Метаскутеллюм субпрямоугольный, без зернистой скульптуры. Тело в основном чёрное. Скапус и ноги жёлтые (булава развита). 
Усики 12-члениковые. Нижнечелюстные щупики состоят из 4 сегментов, а нижнегубные — 2-члениковые. Отличаются отдалённой от края переднего крыла субмаргинальной жилкой и очень короткой маргинальной жилкой (есть характерное фронтальное вдавление на голове). Вид был впервые описан в 2013 году американским энтомологом Роджером Барксом (Roger A. Burks, Department of Evolution, Ecology, and Organismal Biology, The Ohio State University, Колумбус, Огайо, США)
.